# (7948) Whitaker
(7948) Whitaker est un astéroïde de la ceinture principale.

## Description
(7948) Whitaker est un astéroïde de la ceinture principale. Il fut découvert le 24 avril 1992 à Kitt Peak par le projet Spacewatch. Il présente une orbite caractérisée par un demi-grand axe de 2,44 UA, une excentricité de 0,05 et une inclinaison de 0,5° par rapport à l'écliptique.

## Compléments